# فيرتشايلد إيه سي-119
فيرتشايلد إيه سي-119 (بالإنجليزية: Fairchild AC-119)‏ هي طائرة مسلحة بمحركين مكابس مستديرة تم تطويرها لتصبح نسخة محسنة من سي-119 فلاينغ بوكسكار (C-119 Flying Boxcar) من قِبل الولايات المتحدة خلال حرب فيتنام. وحلت محل طائرة إيه سي-47 سبوكي وأسندت طائرة لوكهيد إيه سي-130. فأتى برنامج إيه سي-119 (مشروع الطائرة المسلحة الثالث) بعد برنامج إيه سي-130، وليس قبله.

## التّصميم والتطْوير
بحلُول عام 1967 تأكدت فعالية الطائرات العسكرية، ذات الأجنحة الثابتة مما أدى إلى زيادة الطلب عليها، ولم تستطع القوات الجوية الأمريكية أن تلبي هذه الطلبات بسرعة. فكانت طائرة لوكهيد إيه سي- 130، التي تم إنتاجُها في مشروع الطائرة المسلحة الثاني، فعّالة جدًاوكانت تُستخدم لمهاجمة منفذ هو تشي مينه ترايل (Ho Chi Minh Trail)، وهو المنفذ اللوجستي لدعم جيش فيتنام الشعبي بالأسلحة. وكانت هياكل طائرات سي- 130 هيركوليز ضرورية جدًا للنقل خلال الحرب في جنوب فيتنام. واحتاجت القوات الجوية الأمريكية إلى طائرات مُسلحة جديدة بدلاً عن طائرات إيه سي-47 سبوكي، القابلة للعطب السريع، في دعم المشاة وإسناد طائرات لوكهيد إيه سي-130 في كبت منفذ هو تشي مينه ترايل.
كان جسد طائرة سي-119 فلاينغ بوكسكار هو الخيار الأمثل، فقد تقاعدت هذه الطائرة لتستخدم القوات الجوية مكانها طائرتي سي-123 بروفايدر وسي-130 هيركوليز. وكانت أعداد هذا النوع من الطائرة الموجودة في قيادة احتياط للقوات الجوية كافية. فتم تحويل 26 طائرة سي-119جي في مشروع الطائرة المسلحة الثالث في فبراير عام 1968 م لتصبح اسمها إي سي-119جي والتي لقبت أولًا بـ كريب ثم بـ شادو. وكانت هذه الطائرات مخصصة لتبديل طائرات إيه سي-47 سبوكي في دعم المشاة. وبالإضافة إلى أن شركة فيرتشايلد للطيران، المتعاقد معها للتحويل، قامت بتحويل 26 طائرة سي-119 كاي ليصبح اسمها إيه سي-119 كاي لقنص الشاحنات في منفذ هو تشي مينه ترايل. وتم تلقيب هذه الطائرات بـ ستينغر إشارة إلى مدفعي الجاتلينغ إم61 فولكان (M61 Vulcan) بعيار 20 ميلي متر، وبالإضافة إلى أربعة رشاشات مينيغون، الموجودة أيضا في إيه سي-119جي، من نوع جي إي يو-2/إيه من صنع شركة جنرال إلكتريك.
وبسبب كون مشروع الطائرة المسلحة الثالثة تم بعد مشروع لوكهيد إيه سي-130، كانت نسخ طائرات إيه سي-119 (إيه سي-119جي وإيه سي-119كاي) أكثر تقدما من طائرة إيه سي-47. حتى أن طائرة إيه سي-119جي كانت مزودة بمضادات إلكترونية ومعدات رادار، وبالإضافة إلى عتاد تكنولوجي متطور أخر .
وكانت طائرة إيه سي-119 كاي تحوي تقنيات أكثر لتمكنها من تدمير الشاحنات على ممر هو تشي مينه ترايل، مثل رادار دوبلر للمِلاحة من نوع إيه إن/إيه بي إن-147 (AN/APN-)، ومجسْ أشعة تحت الحمراء أمامي من نوع إيه أن/إيه إيه دي-4 (AN/AAD-4) ورادار تتبع مرشدات لاسلكية جانبي من نوع إيه إن/إيه بي كيو-133 (AN/APQ-133) ورادار بحث من نوع إيه إن/إيه بي كيو-136 (AN/APQ-136).
وكانت خطط تسليح الطرازين أسهل من خطط تسليح طائرة إيه سي-130. فأستُخدمت طائرة إيه سي-119جي أربع منيغان من نوع جي إيه يو-2/إيه مركبة على إس يو يو-11إيه/إيه (SUU-11A/A) بمطيات مماثلة لتلك الموجودة في طائرة إيه سي-47. ومثل طائرة إيه سي-47 تم استبدالها بمطيات إم إكس يو-470/إيه (MXU-470/A). وأزيد في طائرة إيه سي-119جي مدفعين جاتلينغ من نوع إم61 فولكان بعيار 20 ميلي متر.

## المستخدمون
- فيتنام الجنوبية
  - القوات الجوية الفيتنامية
- الولايات المتحدة
  - القوات الجوية الأمريكية

## المواصفات (إيه سي-119جي)
الخصائص العامة
- الطول:  ()
- باع الجناح:  ()
- الارتفاع:  ()

الأداء

## اقرأ أيضا
- إيه سي-47 سبوكي
- إيه سي-130